# 沈泊塵

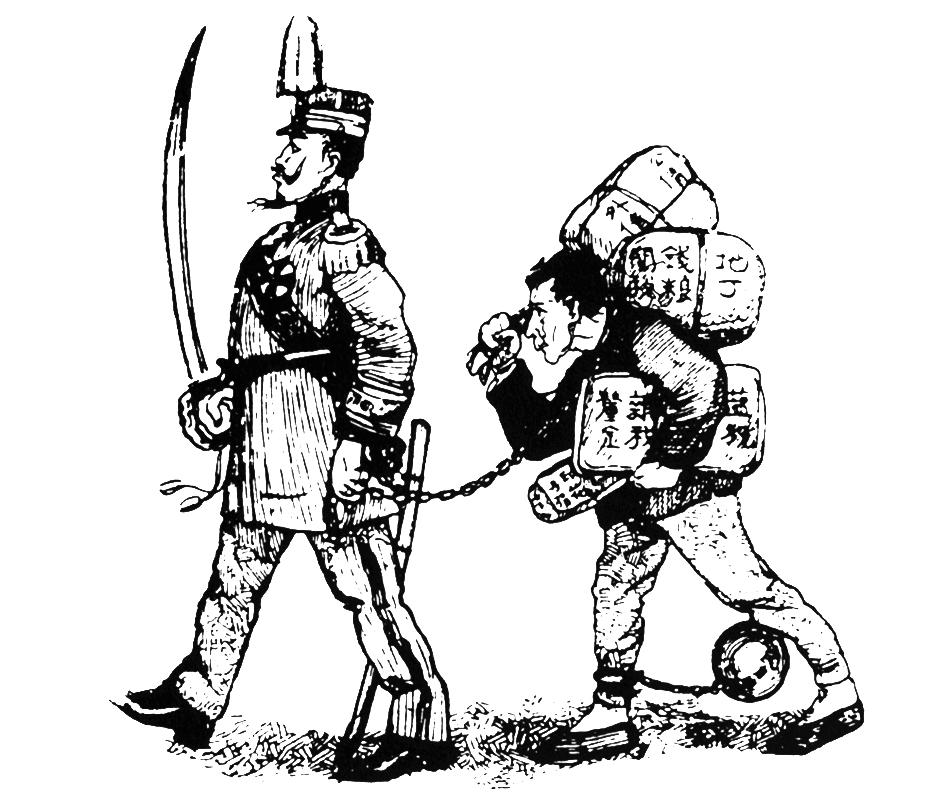
《誰謂中國國民尚能享受自由幸福》，沈泊塵，1918年《上海潑克》

沈泊塵（1889年—1920年），原名沈學明，浙江省桐鄉烏鎮人。清末民初時期上海漫畫家。1918年創辦漫畫雜誌《上海潑克》。沈泊塵漫畫作品以時事諷刺聞名，也精通仕女畫。代表作品《誰謂中國國民尚能享受自由幸福》，《新新百美圖》。